# 免於殘忍

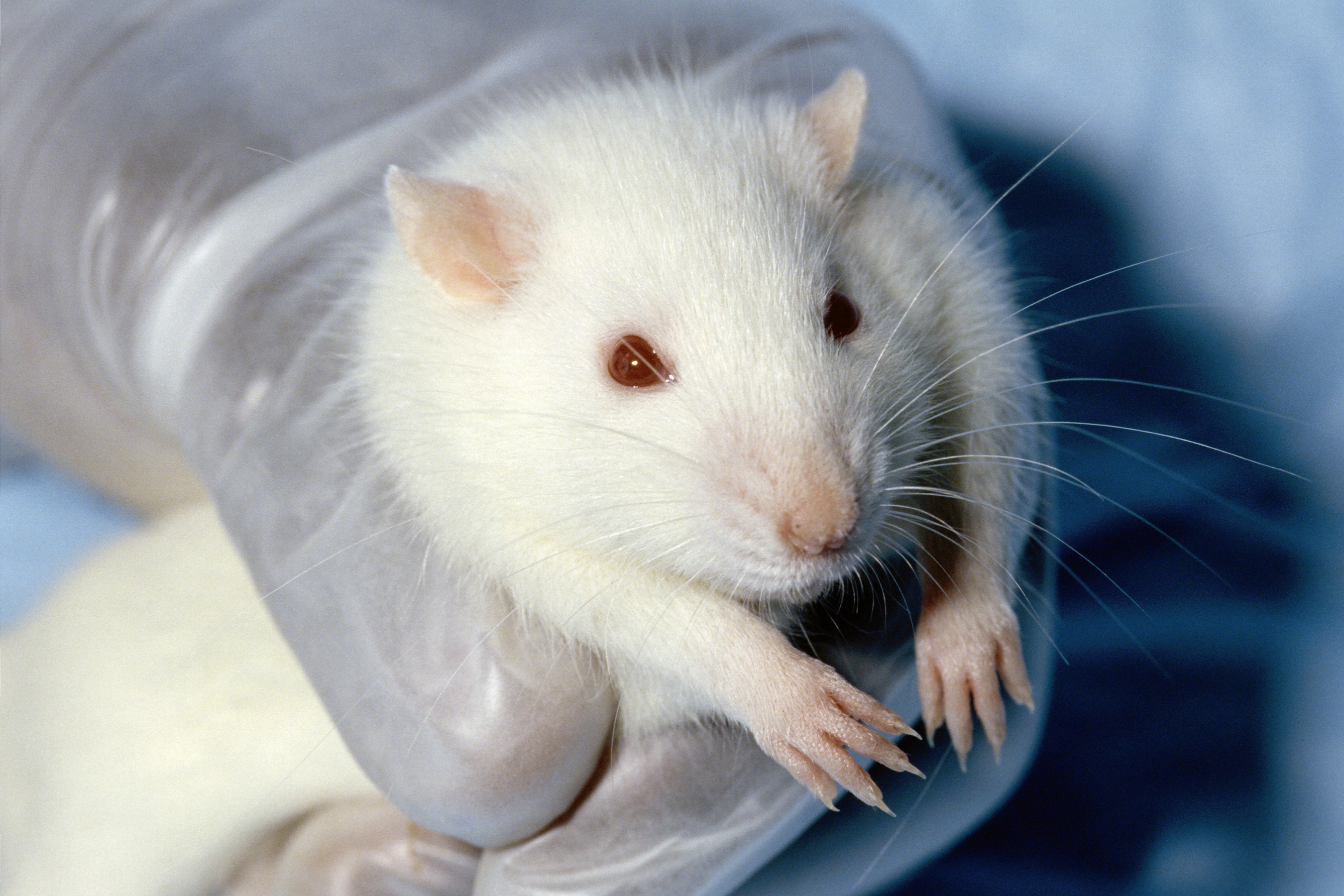
實驗白老鼠

在動物解放運動中，免於殘忍或零殘忍（cruelty-free）的標示是用來標榜任何沒有對動物造成傷害或殺害的商品和活動。有動物實驗的商品是不能被視為零殘忍，因為這些實驗通常會對動物造成很大的痛苦，而且每年有上百萬的動物因此受盡折磨。
“每當我們在選擇一個商品、一個行為、一種生活型態時，都有能力可以選擇減少傷害。”——蘇怡．威爾，動物的議程

## 歷史

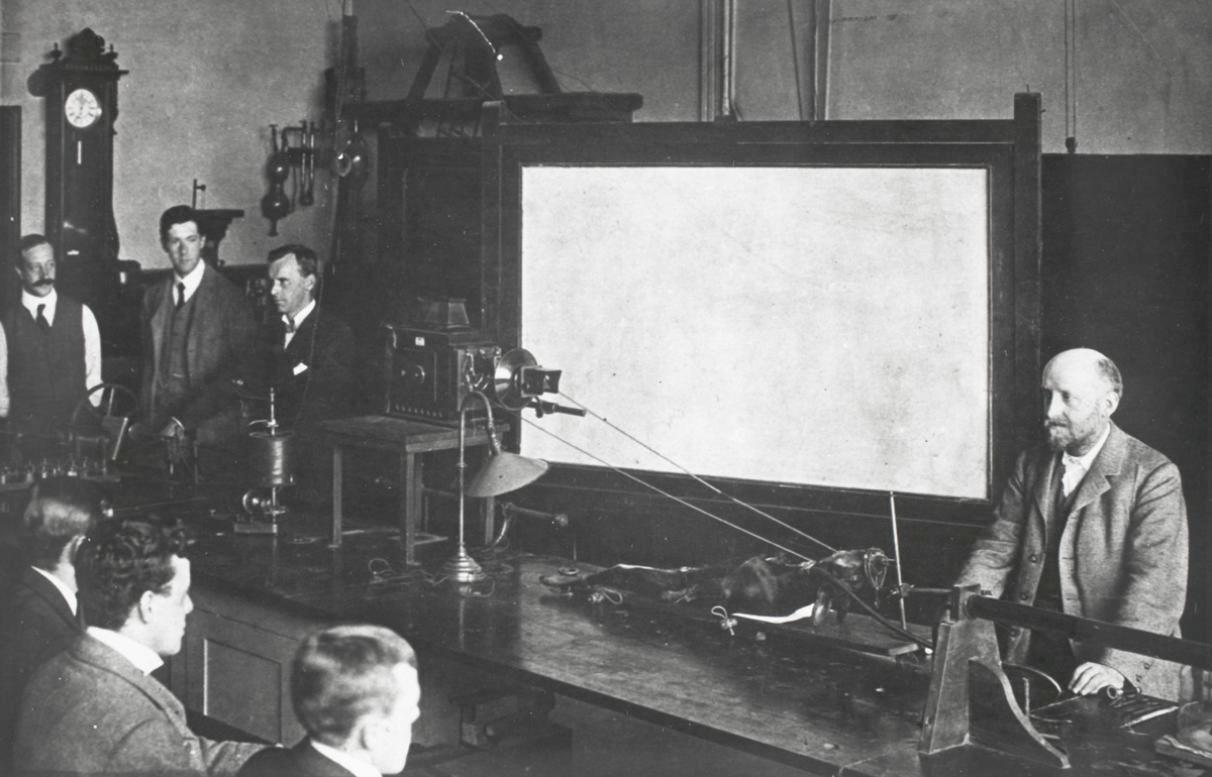
重現倫敦大學學院生理學家威廉·貝利斯1903年示範活體解剖的影像，當時一群反對活體解剖的人士指出，他活體解剖了一隻狗，而沒有施予麻醉。

免於殘忍一詞首次被引用是在動物權利提倡者道丁爵士夫人用來說服仿真毛皮製造商使用「美麗而不殘忍」的標牌，並且於1959年成立美麗不殘忍慈善機構。 這個標語到了1970年代由馬西亞‧培生所成立的「時尚與憐憫」集團大力推廣而開始在美國成為流行。

## 宣傳活動
1957年， 查理斯·休謨以及威廉‧羅素在他們共同發表的書籍《人道實驗技術的原則》中引進了3R的概念。書中介紹的技術是為了減少動物實驗和減少動物的受苦與折磨。3R：替代（Replacement）、減量（Reduction）及精緻化（Refinement）。替代指的是完全移除動物實驗；減量即利用數據分析減少實驗的動物數量；精緻化意即讓實驗動物減少痛苦。
「歐洲（動物試驗）替代方法驗證中心」（ECVAM）於1991年成立：「為了推廣對生物科學是有重大意義且能夠讓科學界與監管機構認可的動物實驗替代方法，藉由這些方法以達到動物實驗的減量、精緻化或替代。」任何經過ECVAM科學顧問委員會認可的實驗，就必須符合動物保護法的規範，在有其他替代方法的條件下，該實驗不得利用動物來做實驗。
2012年，英國廢除活體解剖聯盟與新英格蘭反活體解剖協會，以及歐洲終止動物實驗聯盟合作，共同成立一個國際組織以發起反動物實驗的運動。由英國廢除活體解剖聯盟的支持者瑞吉·葛文宣讀此運動聲明，而如今該運動被視為驅使歐洲政府頒令禁止個人保養品使用動物實驗的關鍵決策因素。雖然企業在歐洲境外的國家仍然可進行動物實驗（例如中國政府規定所有進口化妝品都必須經過動物實驗），「跳躍的兔子」標章的涵蓋範圍亦適用在一家公司的國際市場，只要該公司產品在世界其他地區有做動物實驗，那麼該產品就不可以使用「跳躍的兔子」標章。

## 動物實驗
兔子、大小老鼠、天竺鼠等動物每天被強行灌食或吸入化學物質，或是在他們裸露的肌膚、眼睛或耳朵塗抹化妝品，持續長達28或90天，以觀察他們是否產生過敏反應。之後他們被殺死和解剖，以檢查這些物質成份對他們的內臟有甚麼影響。 這些實驗也會利用懷孕的動物，在長期過度折磨之後，他們會將母體和胎兒一併殺死。 在長期致癌實驗中，大老鼠被強迫餵食化妝品成分長達兩年多以監看致癌狀況，然後最後將他殺害。根據英國動物權益促進組織（Cruelty Free International），靈長類如猴子也常被運用在動物實驗當中，例如，天花實驗為找出對抗生化武器的病毒，獼猴被迫感染天花病毒，觀察一段時間後，再殺死並解剖。獼猴也會被用於肺結核實驗等。
「典型的動物實驗會將幼兔牢牢禁錮在一個小盒子裡動彈不得...常常會有夾子強行撐開他的眼簾。通常都不會施予麻醉。實驗人員會將濃縮物質塗/滴在他的眼球表面，並觀察數日或數週，眼球是否有反應，如眼盲、流血、內出血、和潰瘍。一般實驗結束，兔子直接就被殺死。」——梅根‧艾琳‧加拉格爾，學生專欄

## 替代方法
隨著科技發展，過時的動物試驗已經漸漸被比較快速、便宜、且更精確的試驗方法所取代。批評者提出，人道替代方法在執行上比較緩慢、昂貴且一次只能檢驗一個化合物。動物試驗的替代方法已獲得肯定的結果。例如，用重建人類表皮做試驗，從整容手術獲得捐贈的人類肌膚來取代德萊茲皮膚測試所使用的兔子肌膚。而用來取代德萊茲眼部測試的替代方法可以透過試管培養的人體組織來取代活體動物眼睛或肌膚。電腦化的試驗系統允許選定之人體組織或器官在極度控管的環境下進行獨立試驗。這些試驗不僅拯救了無數的動物生命，同時在保護人類免於有毒物質危害的試驗結果也比較精確。 另一個免於殘忍的選擇則是選則使用那些已被認定為安全的原料成份，如歐盟資料庫裡的二萬種成分。

## 產品標示
已有許多公司提供消費者各種免於殘忍的系列產品，包含化妝品、個人保養品、家庭清潔用劑、服裝、鞋子、保險套（有些保險套是用酪蛋白來製作）、以及蠟燭（通常是用石蠟或蜂蠟製作而成）。善待動物組織（PETA）、澳洲選擇免於殘忍（CCF）、美國消費者化妝品資訊聯盟（CCIC），英國廢除活體解剖聯盟以及其分支機構英國動物權益促進組織（Cruelty Free International）等有提供兩種清單，免於殘忍商品以及殘忍商品的清單供消費者選擇或抵制。從1990年代開始，跳躍兔子是目前國際間唯一的免於殘忍第三方認證。
「有了這些人造合成彩妝刷，你不必再為是否堅持社會道德意識或犧牲品質和性能而猶豫不決。」——溫德·棕尼爾，美國彩妝URBAN DECAY的創意總監

## 宣導活動
「全國免於慘忍週」是英國廢除活體解剖聯盟每年都會在英國舉辦的一場活動。2006年的活動時間是7月17日至23日。其他類似活動有: 「全國素食週」、「英國維根純素週」以及每年十一月一日慶祝的「世界純素食日」。 

## 批評
有些工廠或製造商儘管在他們的商品上標示「無動物實驗」、「未經動物實驗」、「我們沒有做動物實驗」、「從未做過動物實驗」、「反對動物實驗」或「免於殘忍」等標籤聲明，但這些標語有時會造成混淆和可能性的誤導，因為在法律上並沒有這些標語或標籤的明文規定和定義。

## 另見
- 動物解放運動
- 動物權利
- 動物福利
- 良知消费
- 純素主義

## 外部連結
- Cruelty Free International（页面存档备份，存于）
- World Development Movement （页面存档备份，存于）
- PETA Cruelty Free List （页面存档备份，存于）
- Go Cruelty Free（页面存档备份，存于）
- Choose Cruelty Free